# Нікольське (сільське поселення село Ахлебініно)
Нікольське (рос. Никольское) — село в Перемишльському районі Калузької області Російської Федерації.
Населення становить 86 осіб. Входить до складу муніципального утворення Село Ахлебиніно.

## Історія
Від 2004 року входить до складу муніципального утворення Село Ахлебиніно

## Населення
| 2002 | 2010 |
| ---- | ---- |
| 92   | ↘86  |